# Jakobinen (Dvořák)

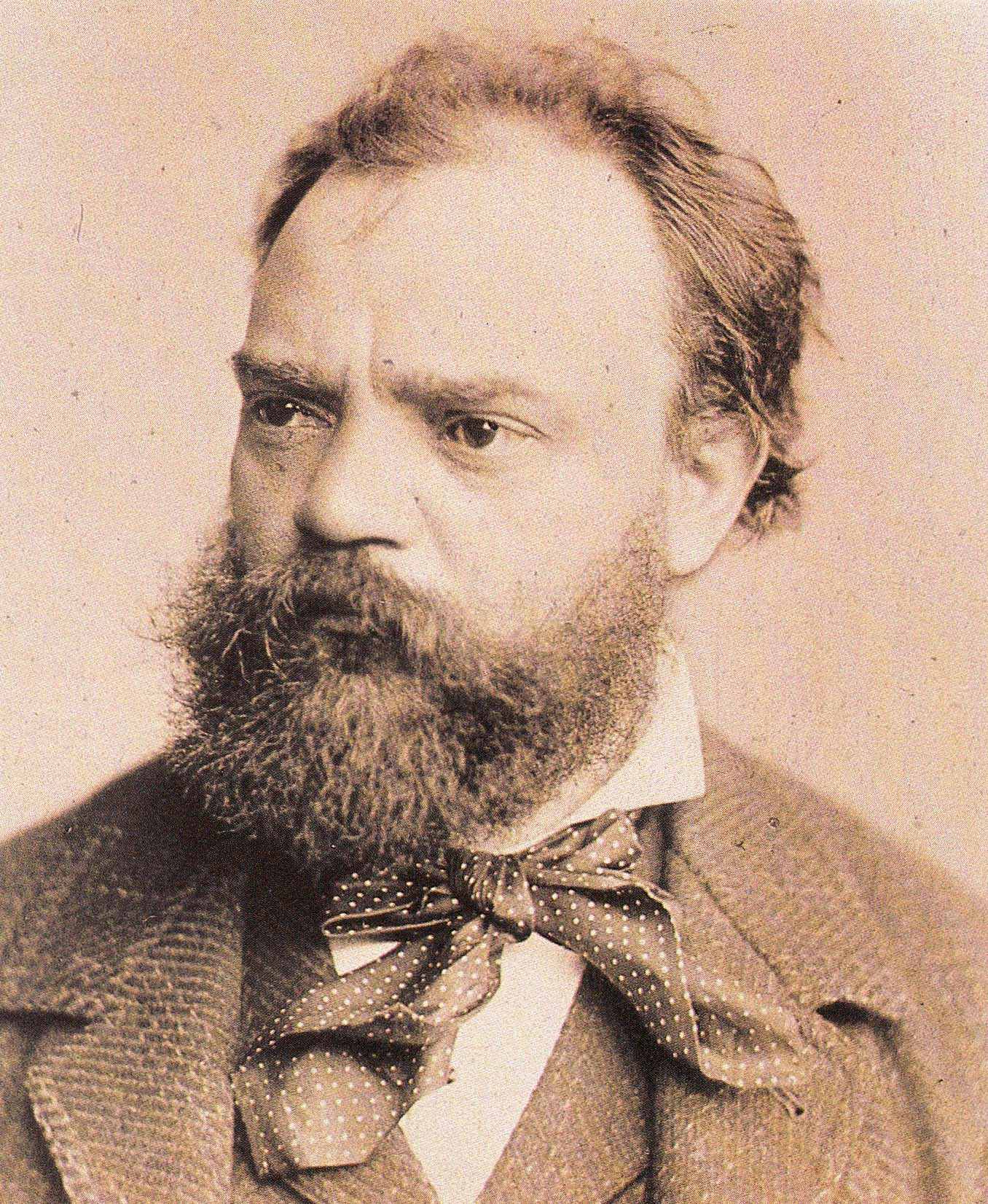
Antonín Dvořák

Jakobinen är en tjeckisk opera i tre akter med musik av Antonín Dvořák och libretto av Marie Červinková-Riegrová. Operan hade premiär den 12 februari 1889 på Nationalteatern i Prag.

## Historia
I utlandet blev Dvořák mest känd som symfoniker men han betraktade själv operan som den viktigaste av alla musikaliska former. Det skrev han i ett brev till operans librettist Marie Červinková-Riegrová. Han var till en början motvillig till att ta sig an Červinková-Riegrovás libretto. Hans tidigare opera Den listige bonden hade gjort fiasko i Wien, och Dimitrij som skrevs med utlandets operascener i åtanke hade inte satts upp utomlands. Červinková-Riegrovás text verkade till en början för provinsiell men efterhand insåg han att librettot till Jakobinen skildrade hans egna trakter och därför inspirerade honom till äkta böhmisk musik, som genast gjorde operan omtyckt. 
Dvořák själv var dock inte helt nöjd efter premiären. 1894 förmådde han librettisten att arbeta om andra och tredje akten, men så fick han fullt upp att göra md annat och bad Nationalteaterns ledning att inte uppföra Jakobinen förrän den reviderade versionen var färdig. Det var först sedan teaterledningen efter åtskilliga påtryckningar övertalade honom att återuppta arbetet på den som han fullbordade den 1897 och den versionen hade premiär den 19 juni 1898 i Prag.

## Personer
- Greve Vilém av Harasov (bas)
- Bohuš, hans son (baryton)
- Julie, Bohuš hustru (sopran)
- Benda, skollärare och körledare (tenor)
- Terinka, hans dotter (sopran)
- Jiří, en ung skytt (tenor)
- Filip, grevens godsförvaltare (bas)
- Adolf, grevens brorson (baryton)
- Lotinka, slottets portvakt (kontraalt)

## Handling

### Akt I
Bohuš, sin till greve Vilém av Harasov, och hans hustru Julie har just återvänt hem från utlandet inkognito. Julie beklagar att hon en gång i tiden har förorsakat en brytning mellan far och son, men Bohuš försäkrar henne att det mer beror på hans kusin Adolfs intriger och hans egen önskan att ge godsets bönder ett bättre och friare liv. Det är söndag och folk börjar kommat ut ur kyrkan. Bland dem befinner sig skolläraren Benda och hans dotter Terinka som är förälskad i den unge skytten Jiří, men även den illa omtyckte godsförvaltaren Filip är intresserad av Terinka och blir rasande då Jiří och de andra ynglingarna gör narr av honom och hans närmanden.
Bohuš och Julie presenterar sig för den närvarande som konstnärer som vill träffa greven. Under samtalets gång nämner förvaltaren grevens son, som har försvunnit till utlandet, och hans demokratiska åsikter. Byborna har bara hört vaga uppgifter om revolutionen i Frankrike, och när främlingarna säger att de just kommer därifrån sprider sig misstankarna. Greven gör entré och hälsas entusiastiskt av folket, som hoppas att förvaltarens godtyckliga styre nu skall upphöra. Greven hälsar hjärtligt på skolläraren som i den unge mannen bredvid greven tror sig igenkänna dennes son, Bendas forne elev i musik. Greven blir besvärad och förklarar att det är hans brorson Adolf som skall överta godset dagen därpå.

### Akt II
Benda har skrivit en kantat till festligheterna, som han repeterar med Terinka och Jiří som solister. Den utnyttjar tillfället till att än en gång förklara varandra sin kärlek, men Benda förebrår Terinka för att hon inte vill gifta sig med Filip som just ämnar fria till henne. Grannarna kommer inspringande och berättar att två jakobiner har kommit till byn. Det är Bohuš och Julie som ber om tak över huvudet. Benda säger först nej, men så fattar han sympatier för dem, ändrar sig och ber dem stiga in i rummet bredvid.
Strax därpå kommer förvaltaren och blir förargad då han ser att Jiří är där. Han försöker få honom att gå men Jiří låtsas att han skall skriva av några noter och avlyssnar på så sätt förvaltarens frieri. Terinkas avvisande hållning gläder honom, men Filip blir vred och hotar med att tvångsinskriva Jiří i armén. De blir avbrutna av Adolf, som är orolig över främlingarnas närvaro i byn och påminner förvaltaren om att de bör arresteras. Då Bohuš kommer in i rummet avslöjar han att han är grevens son, men Adolf beskyller honom för att vara en bedragare och jakobin.

### Akt III
Jiří försöker komma in på slottet och berätta för greven att dennes son har återkommit men grips innan han hinner fram till honom. Adolf ger order om att ingen främling får släppas in, men den gamle portvakten öppnar i hemlighet för Benda och Julie. Julie gömmer sig i ett angränsande rum medan Benda försöker övertala greven att försona sig med sin son, men han är obeveklig. Då Julies ögon faller på ett porträtt av den döda grevinnan med en harpa får hon en idé. Hon börjar spela på instrumentet som står i rummet och sjunger en gammal vaggvisa som Bohuš har lärt henne. Greven blir rörd och får med på att lyssna till Julie. Hon berättar att Bohuš tillhörde de intellektuella anhängarna av revolutionen och senare dömdes till döden. De avbryts av en procession av barn och musikanter som kommer för att sjunga sin kantat, men innan greven genomför den slutgiltiga överlåtelsen av godset befaller han att alla fängslade skall friges. Därigenom avslöjar förvaltaren och Adolfs intriger, greven återförenas med sin som och svärdotter, och Jiří och Terinka får varandra.